# Sorapata
Sorapata (possiblement de l'aimara sura seca jiquima, una mena de Pachyrhizus, pata pas) és una muntanya que es troba al nord de la serralada d'Apolobamba, a la frontera entre el Perú i Bolívia. Té una altura de 6.000 msnm. El vessant bolivià correspon al Departament de La Paz, província de Franz Tamayo, municipi de Pelechuco, mentre el vessant peruà correspon a la regió de Puno, província de San Antonio de Putina, districte de Sina. El llac Japucocha es troba al seu sud-oest.